# Nichtanzeige geplanter Straftaten
Die Nichtanzeige geplanter Straftaten ist ein Vergehen nach dem Recht Deutschlands. Sie ist in bestimmten Fällen nach § 138 des Strafgesetzbuches (StGB) strafbar. In bestimmten Fällen und für bestimmte Personen (z. B. Geistliche) gelten Ausnahmen gemäß § 139 StGB.

## Deliktsnatur und geschützte Rechtsgüter
Es handelt sich um ein echtes Unterlassungsdelikt. Geschützt sind nach herrschender Meinung die Rechtsgüter der in der Norm aufgeführten Straftaten (sogenannter Katalogtaten).

## Tatbestandsvoraussetzungen
Voraussetzung für den Tatbestand ist, dass der Täter glaubhaft von der Planung einer der im Gesetz genannten Straftaten zu einem Zeitpunkt erfährt, zu dem die Ausführung oder der Erfolg noch abgewendet werden kann, und es unterlässt, der Behörde oder dem Bedrohten rechtzeitig Anzeige zu erstatten.
Diese Anzeige muss nicht unverzüglich erfolgen, solange die verspätete Anzeige geeignet ist, die Ausführung oder den Erfolg der Straftat abzuwenden.
Für diese Straftaten besteht insofern eine Anzeigepflicht. Dies sind im Folgenden:
- Hochverrat
- Landesverrat
- Geld- oder Wertpapierfälschung sowie Fälschung von Zahlungskarten mit Garantiefunktion
- Mord, Totschlag, Völkermord, Verbrechen gegen die Menschlichkeit, Kriegsverbrechen oder Verbrechen der Aggression
- eine Straftat gegen die persönliche Freiheit in nachfolgenden Fällen
  - Verbrechen des Menschenhandels, der Zwangsprostitution und Zwangsarbeit
  - Menschenraub
  - Verschleppung
  - Verschwindenlassen von Personen
  - Erpresserischer Menschenraub
  - Geiselnahme
- Raub oder räuberische Erpressung
- eine gemeingefährliche Straftat
  - Brandstiftung
  - Herbeiführen einer Explosion durch Kernenergie
  - Missbrauch ionisierender Strahlen
  - Vorbereitung eines Explosions- oder Strahlungsverbrechens
  - Herbeiführen einer Überschwemmung
  - Gemeingefährliche Vergiftung
  - Verbrechen des gefährlichen Eingriffs in den Bahn-, Schiffs- und Luftverkehr
  - Verbrechen des gefährlichen Eingriffs in den Straßenverkehr
  - Räuberischer Angriff auf Kraftfahrer
  - Angriff auf den Luft- und Seeverkehr

Die Nichtanzeige geplanter Straftaten kann grundsätzlich nur von einem Dritten begangen werden. Der Täter der geplanten Straftat, sein Anstifter und sein Gehilfe (auch, wenn die Tatbeteiligung durch Unterlassen erfolgt) scheiden als Täter des § 138 StGB aus. Dies folgt aus dem Verbot der Strafbarkeit der Selbstbegünstigung (Nemo tenetur se ipsum accusare) und dem Wortlaut der Norm („erfährt“). Nicht ausreichend für einen Tatausschluss ist hingegen die Möglichkeit, dass alleine durch die Anzeige der geplanten Straftat (Katalogtat) der Verdacht auf einen selbst gelenkt wird. Wenn die Person ebenfalls verdächtigt wird, an der Katalogtat beteiligt zu sein, und der Verdacht auch nach der Beweisaufnahme fortbesteht, kann das Gericht aus unechter Wahlfeststellung aus der geringeren Straftat der Nichtanzeige geplanter Straftaten bestrafen.
Die Begehung der Straftat ist grundsätzlich unabhängig von einem eventuell bestehenden Zeugnisverweigerungsrecht oder von einer Verschwiegenheitspflicht; insofern bildet die Anzeigepflicht nicht nur das Recht, sondern die Pflicht, vertrauliche Informationen zu offenbaren, beispielsweise seine nächsten Verwandten anzuzeigen. Hier gelten jedoch Ausnahmen.
Abs. 2 normiert eine besondere Regelung für die Vorbereitung einer schweren staatsgefährdenden Gewalttat und die Bildung terroristischer Vereinigungen; hier muss die Anzeige, im Gegensatz zu den obengenannten Straftaten, unverzüglich bei der Behörde erfolgen.

## Ausnahmen
Eine Reihe von Ausnahmen wird in § 139 StGB normiert.
Nach Abs. 3 bleiben bestimmte Personengruppen straffrei, wenn sie sich ernsthaft bemühen, den Täter von der Tat abzuhalten oder den Erfolg abzuwenden, und es sich nicht um bestimmte besonders schwere Straftaten wie unter anderem Mord, Totschlag, Kriegsverbrechen oder bestimmte Verbrechen durch terroristische Vereinigungen handelt. Hierunter fallen die Angehörigen im Sinne des § 11 Abs. 1 Nr. 1 StGB, Ärzte, Psychotherapeuten, Rechtsanwälte und Verteidiger. Komplett von der Anzeigepflicht ausgenommen sind die beruflichen Gehilfen der vorgenannten Berufsgruppen und deren Auszubildende.
Nach Abs. 2 gilt die Anzeigepflicht ebenfalls nicht für Geistliche; hierdurch soll ein Konflikt mit dem Kirchenrecht aufgrund des Beichtgeheimnisses vermieden werden.
Wer die Ausführung oder den Erfolg der Tat anders als durch eine Anzeige abwendet, bleibt nach Abs. 4 straffrei. Wird die Tat aus anderen Gründen nicht ausgeführt oder bleibt sie erfolglos, genügt ein ernsthaftes Bemühen. Ist die geplante Straftat nicht einmal versucht worden, kann nach Abs. 1 von der Strafe abgesehen werden; hierbei handelt es sich um eine Ermessensentscheidung.

## Strafmaß
Das Strafmaß beträgt bei Vorsatz Freiheitsstrafe bis zu fünf Jahren oder Geldstrafe. Wird die Tat leichtfertig begangen (Abs. 3), gilt als Strafmaß lediglich Freiheitsstrafe bis zu einem Jahr oder Geldstrafe.